# Кинешма (станция)
Ки́нешма — тупиковая железнодорожная станция Ярославского региона Северной железной дороги, находящаяся в городе Кинешме Ивановской области.
Главный железнодорожный вокзал города Кинешмы.

## История
Станция открыта в 1871 году в составе линии Иваново — Кинешма Шуйско-Ивановской железной дороги.

## Вокзал
Здание вокзала введено в эксплуатацию в 1991 году. Общая площадь здания по внутреннему замеру — 3385,9 м². Две пассажирские платформы построены в 1985 году. Рядом расположено здание старого вокзала, построенное в конце XIX века и представляющее архитектурно-историческую ценность. В настоящее время в здании старого вокзала располагается современная автостанция, как для местного, так и для междугородного автобусного сообщения, открывшаяся в 2009 году, а также оперативный персонал и руководство станции. По объёму выполняемой работы — вокзал 2-го класса. 20 июня 2007 года в 2 км от станции Кинешма, для выполнения грузовых операций, открыта станция Кинешма-2.

## Деятельность
Станция открыта для грузовой работы.
Коммерческие операции, выполняемые на станции:
- продажа пассажирских билетов[2];
- приём и выдача багажа[2];
- приём и выдача повагонных отправок грузов (открытые площадки)[2];
- приём и выдача мелких отправок грузов (крытые склады)[2];
- приём и выдача повагонных и мелких отправок грузов (подъездные пути)[2];
- приём и выдача повагонных отправок грузов (крытые склады)[2];
- приём и выдача грузов в универсальных контейнерах (3 и 5 тонн)[2];
- приём и выдача мелких отправок грузов (открытые площадки)[2].

## Дальнее следование по станции
| № поезда | Маршрут движения | № поезда | Маршрут движения |
| -------- | ---------------- | -------- | ---------------- |
| 661      | Москва — Кинешма | 662      | Кинешма — Москва |

## Пригородное сообщение по станции
| № поезда  | Маршрут движения  | № поезда | Маршрут движения  |  |
| --------- | ----------------- | -------- | ----------------- |  |
| 6236      | Кинешма — Иваново | 7139     | Иваново — Кинешма |  |
| 6238      | Кинешма — Иваново | 6237     | Иваново — Кинешма |  |
| 7004      | Кинешма — Иваново | 7003     | Иваново — Кинешма |  |
| 7006/6248 | Кинешма — Шуя     | 7005     | Иваново — Кинешма |  |
| 7002      | Кинешма — Иваново | 7001     | Иваново — Кинешма |  |

## Адрес вокзала
- 155800, Россия, Ивановская область, г. Кинешма, ул. Островского, 33